# Aegilops kotschyi
Aegilops kotschyi är en gräsart som beskrevs av Pierre Edmond Boissier. Aegilops kotschyi ingår i släktet bockveten, och familjen gräs.

## Underarter
Arten delas in i följande underarter:
- A. k. caucasica
- A. k. hirta
- A. k. palaestina